# Ojos Negros
Ojos Negros és un municipi d'Aragó situat als vessants de la Sierra Menera, a la província de Terol i enquadrat a la comarca de Jiloca. Té una àrea de 90,71 km² amb una població de 510 habitants (INE 2007) i una densitat de 5,85 hab/km². També té un molí de vent restaurat cap a l'any 2000. El topònim d'Ojos Negros es creu que prové de les taques fosques produïdes per la calcinació de les escòries en grans clots en el procés de forja.

## Activitat minera, passat i present

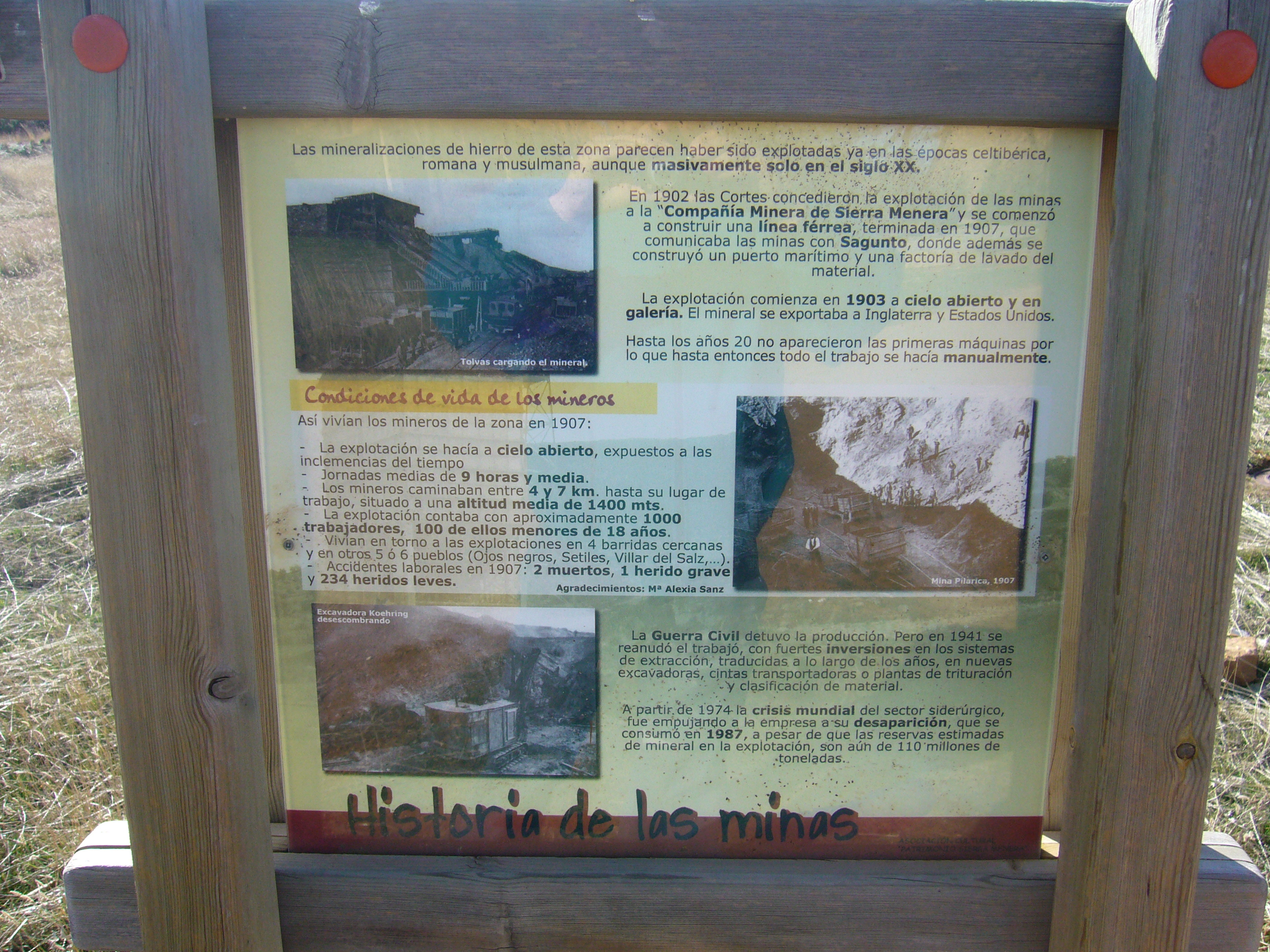
Cartell informatiu sobre les mines a Ojos Negros

Els jaciments de ferro de la localitat i de les localitats properes de Villar del Salz, Setiles i Tordesilos han estat des d'antic la font de riquesa més important a la zona, atès que en alguns llocs el mineral aflorava a la superfície. Fins i tot en èpoques celtibèriques, romana i musulmana, ja es realitzaven processos metal·lúrgics en la zona: extracció, transformació i forja.
A la fi del segle xix es va concedir l'explotació dels jaciments de ferro a un parell d'empresaris bascos que van fundar la Compañía Minera de Sierra Menera S.A. el 3 de setembre de 1900. Per transportar el mineral al Port de Sagunt van crear una via fèrria des d'Ojos Negros fins a Sagunt.
Durant la primera meitat del segle xx va viure una important activitat minera. Vers els anys 1960 les antigues mines de ferro es varen transformar en vastes mines a cel obert. Va ser considerada la major explotació de mineral de ferro a cel obert d'Espanya. Vers 1980 la Compañía Minera de Sierra Menera va fer bancarrota i actualment les mines estan tancades, havent deixat una extensa zona degradada a la Sierra Menera. L'antiga via fèrria que anava d'Ojos Negros a Sagunt, ha estat reconvertida en la Via Verda d'Ojos Negros, per a l'ús de ciclistes, vianants i persones a cavall.

## Demografia
| 1991 | 1996 | 2001 | 2004 | 2007 |
| ---- | ---- | ---- | ---- | ---- |
| 780  | 611  | 545  | 531  | 510  |